# Delirio (álbum)
Delirio es el tercer álbum de larga duración realizado por la banda de rock Sinergia. El hijo de "Don Rorro" participa en los coros de la canción que abre el álbum "Tanto Delirio".

## Lista de canciones[1]
Todas las canciones escritas y compuestas por Don Rorro. 
| N.º   | Título                      | Duración |  |
| 1.    | «Tanto delirio»             | 2:24     |  |
| 2.    | «Jefe»                      | 3:03     |  |
| 3.    | «Niños araña»               | 2:44     |  |
| 4.    | «Depre»                     | 4:17     |  |
| 5.    | «Que te vaya bien»          | 3:00     |  |
| 6.    | «Trámites»                  | 3:05     |  |
| 7.    | «No te creo»                | 2:48     |  |
| 8.    | «Te enojai por todo»        | 2:50     |  |
| 9.    | «Déjame danzar en el fuego» | 3:22     |  |
| 10.   | «Banda ancha»               | 3:25     |  |
| 31:06 |                             |          |  |

## Sencillos[1]
1. "Te enojai por todo" (2006)
2. "Jefe" (2007)
3. "Niños araña" (2007)

## Créditos[1]
- Rodrigo "Don Rorro" Osorio- Voz
- Pedro "Pedrales" López - Guitarra
- Alexis "Aneres" González - Bajo
- Bruno "Brunanza" Godoy - Batería
- Paul DJ Panoramix Eberhard - Tornamesa, Samplers
- Jaime "Humitascontomate" García Silva - Sintetizador, Teclados, Samplers